# Величко Петров
Величко Петров Величков е български политик от БКП.

## Биография
Роден е на 28 октомври 1934 г. в сливенското село Полски Градец. Влиза в РМС като ученик. Има висше икономическо образование. Бил е секретар и първи секретар на Окръжния комитет на ДКМС в Сливен. През 1965 г. започва работа в Окръжния комитет на БКП в Сливен, а после и в апарата на ЦК на БКП. През 1969 г. е секретар на Окръжния комитет на БКП в Сливен. От 1971 г. е първи секретар на Окръжния комитет на БКП в Сливен. През 1986 г. е освободен от длъжността и става председател на асоциация „Търговия и услуги“. От 1971 до 1981 г. е кандидат-член на ЦК на БКП, а от 1981 до 1990 г. е член на ЦК на БКП. Сам слага край на живота си .
Величко Петров е баща на бившия евродепутат от ДПС (2007 – 2009) Мариелка Баева.